# Porosubramaniania malabarica
Porosubramaniania malabarica är en svampart som beskrevs av Subram. & Bhat 1989. Porosubramaniania malabarica ingår i släktet Porosubramaniania, divisionen sporsäcksvampar och riket svampar.   Inga underarter finns listade i Catalogue of Life.